# オール・オブ・ユー (1954年の曲)
「オール・オブ・ユー」(“All of You”) は、1954年に発表されたコール・ポーター作詞・作曲のポピュラー・ソング。邦題は「あなたのすべて」とも。
1955年のミュージカル『絹の靴下』ではドン・アメチーが、1957年の映画版ではフレッド・アステアが歌唱している。

## 主な録音
| リーダー／ヴォーカル                                 | 収録アルバム                                             | 録音年      | 推薦者                                  |
| ---------------------------------------------------- | -------------------------------------------------------- | ----------- | --------------------------------------- |
| モダン・ジャズ・カルテット                           | コンコルド                                               | 1955        |                                         |
| バーバラ・キャロル（Pf.）・トリオ                    | ウィー・ジャスト・クドント・セイ・グッバイ               | 1956        | CDジャーナル (2004)                     |
| エラ・フィッツジェラルド（Vo.）                      | コール・ポーター・ソング・ブック                         | 1956        | CDジャーナル (2006)                     |
| バド・シャンク（A.Sax、Fl.）                         | バド・シャンク・カルテット                               | 1956        | CDジャーナル (2004)                     |
| アニー・ロス（Vo.）                                  | アニー・ロスは歌う                                       | 1958        | CDジャーナル (2004) CDジャーナル (2006) |
| ビリー・ホリデイ                                     | ラスト・レコーディング                                   | 1959        | CDジャーナル (2006)                     |
| ベティ・ブレイク（Betty Blake、Vo.）                 | ベティー・ブレイク・シングス・イン・ア・テンダー・ムード | 1961        | CDジャーナル (2006)                     |
| ビル・エヴァンス（Pf.）                              | サンデイ・アット・ザ・ヴィレッジ・ヴァンガード           | 1961        | CDジャーナル (2004)                     |
| マイルス・デイヴィス（Tp.）                          | マイ・ファニー・ヴァレンタイン                           | 1964        | CDジャーナル (2004)                     |
| カーリン・クローグ（Vo.）                            | ジャズ・モーメンツ                                       | 1966        | CDジャーナル (2004)                     |
| ナンシー・ウィルソン                                 | Spotlight on Nancy Wilson                                | 1960 - 1968 | CDジャーナル (2006)                     |
| チェット・ベイカー（Vo.、Tp.）・ウィズ・ストリングス | ハートブレイク                                           | 1986 - 1988 | CDジャーナル (2004)                     |
| キース・ジャレット（Pf.）                            | オール・オブ・ユー（英語: Tribute）                      | 1989        | CDジャーナル (2004)                     |
| トニー・ベネット（Vo.）                              | フレッド・アステアを唄う〜Steppin’ Out                   | 1993        | CDジャーナル (2006)                     |

この他、アニタ・オデイ、ヘレン・メリルによる歌唱など多くの録音がある。